# Wolfgang Winkler
Wolfgang Winkler (Tegernsee, 27 ottobre 1940 – 11 maggio 2001) è stato uno slittinista tedesco occidentale.
Dopo la riunificazione della Germania (1990), ha acquisito la cittadinanza tedesca.

## Biografia
Gareggiò sia nel singolo che nel doppio, ottenendo in quest'ultima specialità in coppia con Fritz Nachmann la sua unica medaglia a livello internazionale.
Prese parte a due edizioni dei Giochi olimpici invernali: a Grenoble 1968 ottenne l'undicesimo posto nel singolo e conquistò la medaglia di bronzo nel doppio ed a Sapporo 1972, in quella che fu la sua ultima gara a livello internazionale, giunse quindicesimo nel singolo.

## Palmarès

### Olimpiadi
- 1 medaglia:
  - 1 bronzo (doppio a Grenoble 1968).